# Cassidy Hutchinson
Pour les articles homonymes, voir Hutchinson.
Cassidy Jacqueline Hutchinson est une ancienne assistante américaine à la Maison-Blanche ayant travaillé pour l'ancien chef de cabinet Mark Meadows sous l'administration Trump,.
Le 28 juin 2022, Hutchinson témoigne, devant le United States House Select Committee on the January 6 Attack (en), de la conduite du président Donald Trump et de ses principaux collaborateurs et alliés politiques avant et pendant l'attaque du Capitole du 6 janvier 2021,.

## Jeunesse et formation
Élevée à Pennington, New Jersey, Hutchinson obtient un diplôme de la Hopewell Valley Central High School en 2015. Elle étudie ensuite à l'Université Christopher Newport entre 2015 et 2018, obtenant en 2019 un baccalauréat ès arts en sciences politiques,. Hutchinson se décrit comme une "étudiante de première génération (d)",.

## Carrière
Alors qu'elle fréquente l'université Christopher Newport, Hutchinson est stagiaire pour le sénateur républicain Ted Cruz et le whip républicain de la Chambre des représentants des États-Unis, Steve Scalise,,,. À l'été 2018, elle est stagiaire, puis employée au Bureau des affaires législatives de la Maison Blanche.
En mars 2020, lorsque Mark Meadows devient le quatrième chef de cabinet de Trump, il choisit Hutchinson pour être l'une de ses assistantes. Elle devient rapidement l'assistante principale de Meadows, jusqu'à la fin de la présidence Trump. Elle est alors assistante spéciale du président pour les affaires législatives. Elle travaille dans un bureau à côté du bureau de Meadows, juste en bas du couloir du bureau ovale. Elle prend des notes lors de réunions et voyage avec Meadows, surveillant son téléphone et relayant ses ordres. Elle a été décrite comme une proche confidente de Meadows,.